# 화순초등학교 이서분교
화순초등학교 이서분교는 대한민국 전라남도 화순군 이서면 영평리에 있는 공립 초등학교이다.

## 학교 연혁
- 1927년 6월 7일 이서공립보통학교 개교(설립인가 5월 1일, 야사리 591)
- 1938년 4월 1일 이서공립심상소학교로 개칭
- 1941년 4월 1일 이서공립국민학교로 개칭
- 1950년 4월 1일 이서국민학교로 개칭
- 1962년 12월 29일 도석리 591번지로 이전
- 1983년 3월 1일 야사분교장 편입
- 1984년 3월 1일 병설유치원 개원
- 1985년 3월 1일 야사리 197번지로 이전(야사분교장 통폐합)
- 1986년 3월 1일 성산분교장 편입
- 1991년 3월 1일 성산분교장 통폐합
- 1992년 3월 1일 현 위치로 이전(이서북국민학교 통폐합)
- 1996년 3월 1일 이서초등학교로 개칭
- 2011년 3월 1일 화순초등학교 이서분교 격하 편입

## 참고 자료
- 화순초등학교이서분교장 - 한국교육학술정보원 학교알리미